# Proconura asikae
Proconura asikae is een vliesvleugelig insect uit de familie bronswespen (Chalcididae). De wetenschappelijke naam is voor het eerst geldig gepubliceerd in 1954 door Nikol'skaya & Kyao.